# Elbertus Leoninus

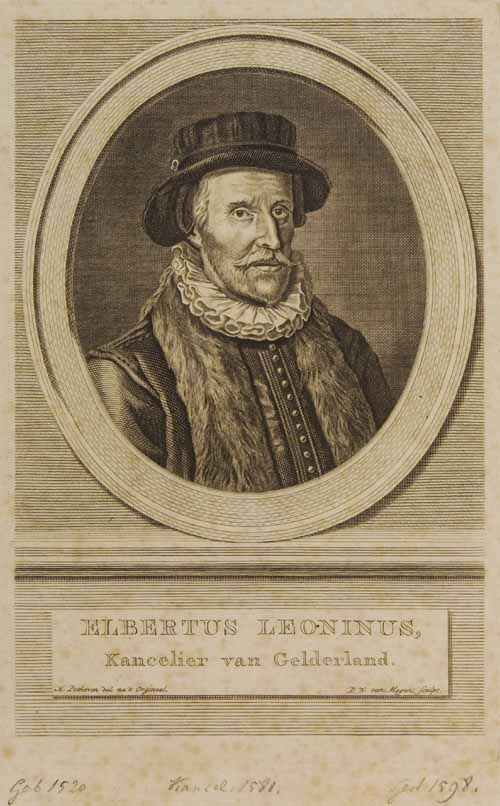
Elbertus Leoninus

Elbertus Leoninus (Zaltbommel, 1519/1520 – Arnhem, 6 december 1598) was een Nederlands jurist en politicus. 

## Levensloop
Elbertus Leoninus (eigenlijk Elbert de Leeuw) was van 1548 tot 1579 hoogleraar te Leuven en stond in hoog aanzien door zijn juridische kennis. Hij trachtte na het uitbreken van Tachtigjarige Oorlog (1568) te bemiddelen en bracht adviezen uit aan Granvelle, Margaretha van Parma en Alva, later ook aan de prins van Oranje (1567).
De Spaanse landvoogd Requesens gebruikte hem als gemachtigde voor het aanknopen van onderhandelingen met de prins; deze leidden tot de Vredehandel van Breda (1575). Het mislukken daarvan werd beslissend voor Leoninus’ carrière. Hij tekende de Pacificatie van Gent (8 november 1576) voor de Staten-Generaal en de Eerste Unie van Brussel voor Gelderland (7 januari 1577). 
Leoninus koos uiteindelijk partij tegen Spanje en fungeerde als bemiddelaar tussen de Staten-Generaal en Don Juan, werkte hij mee aan de aanstelling van Matthias van Oostenrijk en kreeg zitting in diens Raad van State (1576); en verzette zich tegen Jan van Nassaus godsdienstpolitiek in Gelderland. 
Na zijn ontslag te Leuven (1579) weigerde hij een hem aangeboden leerstoel te Leiden, maar aanvaardde in juni 1581 het ambt van kanselier van Gelderland. 
Hij bleef een vooraanstaand jurist van de Republiek der Zeven Verenigde Nederlanden. Als kanselier van Gelderland werkte hij mee aan de codificatie van het recht in het Veluws Kwartier. Zijn juridische werken werden gebundeld in Centuria consilium (Antwerpen, 1581 e.v.). 
Hij schreef een Historia Belli Belgici en had een groot aandeel in de wetgeving in Gelderland (Veluws landrecht, 1593). Ook ontwierp hij na de Reductie van Groningen (1594) met twee andere juristen een regeringsreglement voor "Stad en Lande".

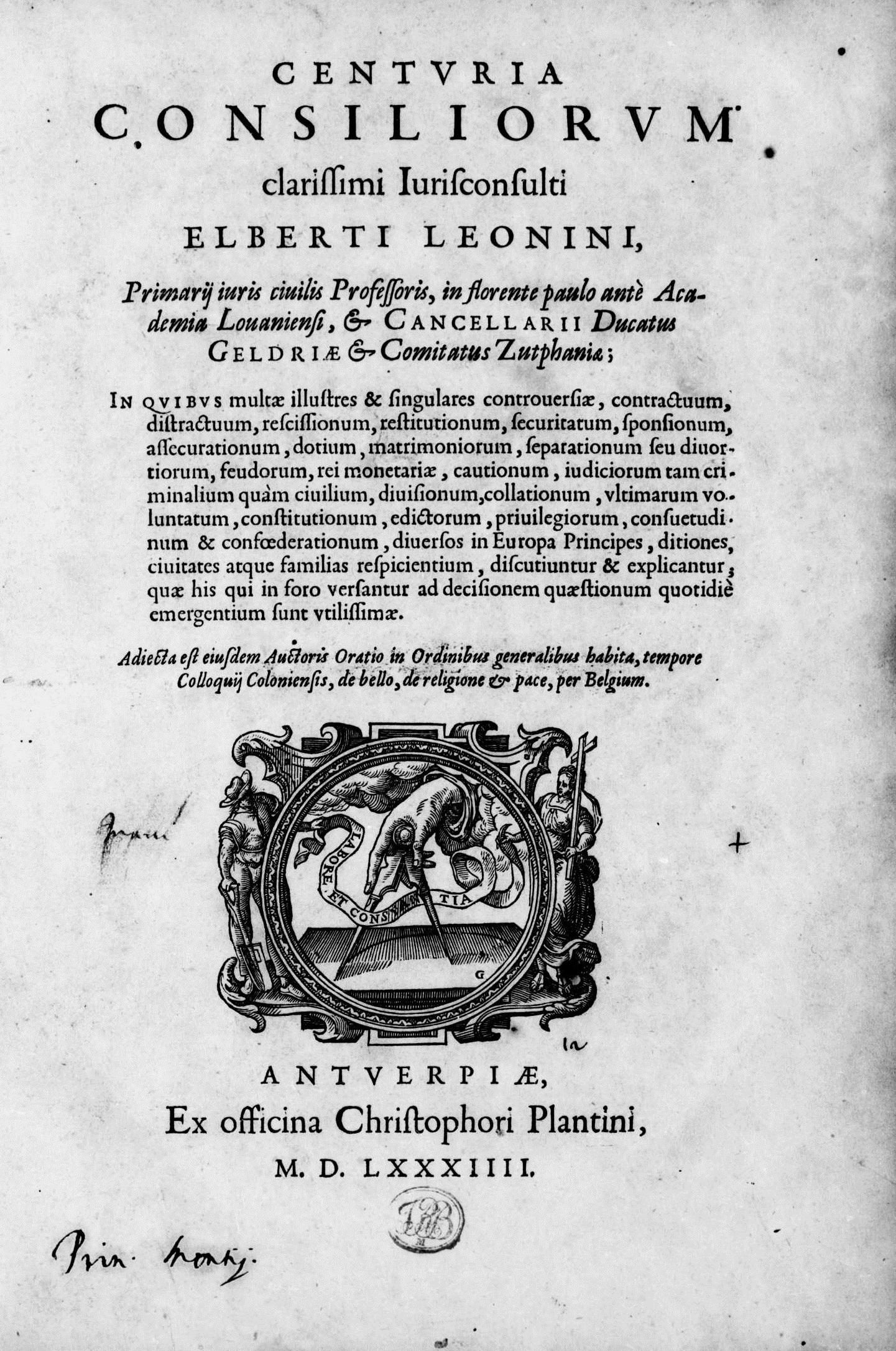
Centuria consiliorum, 1584